# Madalena (São Tomé i Príncipe)
Madalena és una localitat de São Tomé i Príncipe. Es troba al districte de Mé-Zóchi, al nord-est de l'illa de São Tomé. La seva població és de 220 (2008 est.). Es prop dels assentaments de Santa Margarida i Prado.

## Evolució de la població
| 2001 | 2008 |
| 193  | 220  |

## Persones destacades
- Filipe Santo, cantant, guanyadlr del 2n premi musical STP en 2016.[2]